# Diocese da Ásia
A Diocese da Ásia, também chamada de Asiana, foi uma diocese da fase final do Império Romano que reunia as províncias da região ocidental da Ásia Menor e as ilhas do Egeu oriental. Foi criada durante as reformas de Diocleciano subordinada à prefeitura pretoriana do Oriente, com capital em Éfeso, e foi abolida em 535 por Justiniano (r. 527–565).

## Subdivisões
A Diocese da Ásia foi uma das mais ricas e populosas do império e tinha onze províncias:
- Ásia
- Cária
- Helesponto
- Ilhas (Insulae)
- Licônia (370)
- Lícia
- Lídia
- Panfília
- Pisídia
- Frígia Pacaciana
- Frígia Salutar